# 衝吧烈子
衝吧烈子（アグレッシブれつこ）是三麗鷗創作的卡通形象，也叫做衝烈子。

## 概要
原型為小熊貓，由Yeti設計，平常個性溫和而不擅長向別人表達自己的感受，但碰上不滿或不開心的事情時，會自己在廁所或卡啦OK中，改變自己的性格並且大唱死亡金屬搖滾，透過吼唱的方式來一掃心中的不滿，2015年，因為在三麗鷗舉辦的「キャラリーマン總選舉」獲得第8名而因此出道。
描述擔任OL的烈子對於上司或同事的行動不滿而無法反擊時，會前往卡啦OK用死亡金屬的方式唱歌來一掃心中的不滿。
海外以「Aggretsuko」的標題播放，並受到同樣充滿職場壓力的歐美女性支持。

## 登場角色
- 以下角色資訊及配音以Netflix為主

烈子（聲：Kaolip（正常時）／ラレコ（死亡金屬烈子）） 香港配音：顧詠雪
原型為小熊貓，本作女主角，25歲，血型A型。是貿易公司的會計OL。
個性溫和而不擅長表達自己內心的想法，經常被上司或前輩無理地刁難或要求加班，因此下班後會前往卡啦OK並化身為死亡金屬烈子，用死亡金屬的方式大聲吼唱來消除內心一天的不滿及壓力。
雖然喜歡做著不切實際的白日夢，但隨著同事以及鷲美、五里的幫助下，而逐漸成長，並終於能夠勇敢地對上司及前輩表達心聲，也主動向零佐助提出分手的要求。
鷲美（聲：小岩崎小惠） 香港配音：吳梅、王綺婷
原型為蛇鷲，是董事長秘書。
身材姣好而優雅，自信又意志堅強，頭腦也非常好，與五里在瑜珈教室中認識烈子並因此成為好友，經常給予烈子很多好建議。
面對懦弱的董事長，會適當給予建議，必要時也會強勢地威脅董事長接受她的建議，某程度展現了蛇鷲的狩獵方式。
敦（聲：荒井聰太）香港配音：黃志明
原型為豬，會計部門的部長，也是烈子等人的上司。
相當沙文主義，對烈子經常冷嘲熱諷，給她許多工作與壓力。但他本人其實工作經驗豐富、也相當有能力。雖不擅長使用電腦，但使用算盤計算的能力，卻遠遠勝過使用電腦的下屬。
一度因為被鷲美向董事長揭發他對烈子職場騷擾以及性別歧視的事情而有所收斂，但其實暗中對烈子懷恨在心。在烈子對他用死亡金屬的方式吼出自己的心聲以後，才進而發現她的內心想法並跟她和解。
過往還是新人時曾面臨整個會計部被解散的危機，但因為當時的老部長力挺部門所有員工的緣故才逃過一劫，也讓他有著不會輕易解雇任何一個手下的性格。
愛好高爾夫球，喜歡在公司內一邊練習揮桿、一邊裝忙。
小宮（聲：荒井聰太）香港配音：
原型為狐獴，會計部門的一員，常常在巴結敦，當他的小跟班，喜歡仗著他的權勢對其他人狐假虎威。
笛音子（聲：井上里奈）香港配音：錢蕙玲
原型為耳廓狐，會計部門的一員，也是烈子的同事和好友。
擅長觀察和收集資訊，推理能力也非常強，甚至讓灰田嚇到說不敢與她為敵，喜歡捉弄暗戀烈子的灰田，也努力暗中湊合兩人在一起。
角田（聲：井上里奈）香港配音：吳梅
原型為湯氏瞪羚，營銷部門的新人，也是烈子的後輩。
個性八面玲瓏並善於討好別人，也喜歡裝無辜和裝可愛，帶著小惡魔的性格，但本性其實不壞。
灰田（聲：加藤慎吾）香港配音：黃榮璋
原型為斑鬣狗，男主角，會計部門的一員，也是烈子的同事。
個性耿直善良，常常會找機會與烈子攀談，認識烈子五年，並暗戀著她，卻苦無機會訴說心意，最後在烈子探病時，親自向她告白。
在本篇裡並沒有出示結果，但在聖誕節特輯裡，烈子的確是拒絕了灰田，導致這件事有時候會身為噩夢出現在灰田的夢裡。不过在最后两人关系变得很不错，在第四季他們終於開花結果了。在第五季裡與烈子正式成為夫妻。
學生時代似乎愛好搖滾，還留有一身皮衣的裝扮和吉他。
零佐助（聲：加藤慎吾）
原型為小熊貓，在業務部門工作，個性溫和而且遲鈍，經常小錯不斷，所以常常要自掏腰包請客賠罪，因而得到自掏腰包王子的稱號。
因某次前往會計部門送件的契機而見到烈子，之後在跟其他同事與烈子等人進行的聯誼中，認識了烈子而開始與她交往。但後來烈子發現兩人個性其實不合，於是由烈子主動帶他前往卡啦OK，並且當面向他展現真正的自己並唱出內心的心聲後，跟他分手。
似乎喜歡栽種植物，住處內也有許多植栽。
五里（聲：鶴田真希）香港配音：錢蕙玲
原型為大猩猩，公司的營銷總監，經常和鷲美走在一起，年紀似乎比鷲美和烈子還大。
個性纖細，身體卻非常強壯，他與鷲美在瑜珈教室中認識烈子，之後透過一起唱卡啦OK的機會而成為好友，之後與鷲美一起暗中支持著烈子。
似乎有男朋友，但因為忙於工作的關係而分手。
加百（聲：高橋ゆき）香港配音：王慧珠
原型為河馬，會計部門的一員，來自有小孩、丈夫也工作的雙職家庭。
雖然個性八卦又愛散佈留言，但很懂得發掘他人的優點，成爲穴井與烈子的同事關係有改善的關鍵。
坪根（聲：鶴田真希）香港配音：錢蕙玲
原型為科摩多巨蜥，會計部分的資深員工。
個性陰險，喜歡對烈子找碴，經常會要求烈子幫她打開難以打開的罐子。曾在家裡為了打開難以開啟的罐子，而弄斷手腕。
穴井（獾）香港配音：譚禹晋
Netflix版第二季新人社員並隸屬會計部。打招呼還有言行雖然有上班族的表現、但一開始因為經常搞砸跟郵件騷擾而給烈子帶來困擾。
曾協助烈子、加百和笛音子將失業且沉迷於網路遊戲的灰田逮回。
胡麻川（斑海豹）
新人社員。經常有天然呆的表現。但在Netflix版中則有不同的設定，第2季開頭因為結婚而辭職。
瑜珈教室教練
原型為袋鼠，是烈子等人所上的瑜珈教室的教練。性別和年齢都不詳。口頭禪是「蛋白質」並且經常來上一罐。
步子（聲：井上里奈）香港配音：王慧珠
Netflix版中登場，烈子的朋友。在日本打工半年後，存錢去海外生活。現在與他的前輩一起經營進口雜貨店。
烈子的媽媽
声 – 鶴田真希
Netflix版第二季登場，是烈子的母親。過於照顧他人的性格而讓烈子感到鬱悶。
只野（聲：佐々千春）香港配音：黃榮璋
Netflix版第二季登場與烈子交往，是一名前途似錦的科技大亨。由於他不信任婚姻而被烈子甩掉，可是仍然與她保持朋友關係，吃醋的灰田因此在第四季與他比腕力。
豹堂 香港配音：陳旭恆
Netflix版第三季登場，OTM女孩的經紀人，本職是擦玻璃工人。在第四季最後接著意外墮樓的灰田和冰室。
OTM女孩
小中（原型是龍貓）、小左、小右（原型都是天竺鼠）組成的在地偶像團體，對烈子曾被瘋狂粉絲襲擊一事心有餘悸。
冰室（聲：阿座上洋平） 香港配音：陳旭恆
Netflix版第四季登場的公司新主管，精於心計並懂得攻擊人性弱點讓他們知難而退，因爲看中灰田對成就的追求而利用他來虛報業績。
滿地屍骸 香港配音：王慧珠
Netflix版第五季登場，是灰田一度成爲網吧難民所認識的臭鼬網友。
她在MMORPG避免性騷擾用男性身份現身，覺得自己引誘灰田胡花錢害得他身分無文，而用贖罪的態度照顧還未聯絡他人的灰田一陣子。受到灰田與烈子的鼓舞，決定租屋積極地生活。
灰田次郎 香港配音：陳旭恆
Netflix版第五季登場，灰田的弟弟，被他的爸爸安排作他的政治傀儡參選國會選舉。
雖然與烈子的選舉對決贏了，但也被大哥和烈子的渴求自由熱誠打動，終於下決心定下政客到了65歲時就要退休的“老害驅逐法案”。
灰田十造
Netflix版第五季登場，是在泡沫經濟時代擁聚權力、財富的國會政客。完全不當失落的三十年是什麽一回事，還一面倒認爲青年貧窮只是他們懶惰。

## 電視動畫
2016年4月2日，在TBS電視台的節目《王様のブランチ》内播放單元動畫，並播放到2018年3月31日。1話約1分、全100話。
導演為ラレコ，動畫製作為ファンワークス。

### 各話標題
| 話数       | 標題                     | 播放日         |
| ---------- | ------------------------ | -------------- |
| episode1   | ストレス発散             | 2016年 4月2日  |
| episode2   | カバ恵                   | 4月9日         |
| episode3   | 坪根                     | 4月23日        |
| episode4   | ヨガ教室                 | 4月30日        |
| episode5   | 飲み会の憂鬱             | 5月7日         |
| episode6   | 謎のインストラクター     | 5月14日        |
| episode7   | 日々の癒やし             | 5月21日        |
| episode8   | 満員電車の君             | 5月28日        |
| episode9   | カバ恵のお見舞い         | 6月4日         |
| episode10  | 楽しい残業               | 6月11日        |
| episode11  | ゴリ部長の恋愛模様       | 6月18日        |
| episode12  | かわいい後輩             | 6月25日        |
| episode13  | 若い？若くない？         | 7月2日         |
| episode14  | ヨコサワさん             | 7月9日         |
| episode15  | 烈子のカレー             | 7月16日        |
| episode16  | いいね！                 | 7月23日        |
| episode17  | お茶くみ                 | 7月30日        |
| episode18  | 空調戦争                 | 8月6日         |
| episode19  | 烈子の日常               | 8月13日        |
| episode20  | 化粧直し                 | 8月20日        |
| episode21  | 会社に行きたくない       | 8月27日        |
| episode22  | えこひいき               | 9月3日         |
| episode23  | まかせる女               | 9月10日        |
| episode24  | まじろさん               | 9月17日        |
| episode25  | 烈子のお土産             | 9月24日        |
| episode26  | 聞いてくれない女         | 10月1日        |
| episode27  | ファミレスにて           | 10月8日        |
| episode28  | 貸した本                 | 10月15日       |
| episode29  | 幹事を任される           | 10月22日       |
| episode30  | 横文字の女               | 10月29日       |
| episode31  | 記念撮影                 | 11月5日        |
| episode32  | 折り入った話             | 11月12日       |
| episode33  | 帰らない女               | 11月19日       |
| episode34  | 危険な彼氏               | 11月26日       |
| episode35  | 嫌い合う女たち           | 12月3日        |
| episode36  | 陰口を聞かれる           | 12月10日       |
| episode37  | 彼氏いそうな私           | 12月17日       |
| episode38  | クリスマス               | 12月24日       |
| episode39  | おみくじ                 | 2017年 1月7日  |
| episode40  | 販売員                   | 1月14日        |
| episode41  | 恥ずかしいDVD            | 1月21日        |
| episode42  | れさすけ                 | 1月28日        |
| episode43  | バレンタイン前哨戦       | 2月4日         |
| episode44  | バレンタイン             | 2月11日        |
| episode45  | 風邪                     | 2月18日        |
| episode46  | 覗き見                   | 2月25日        |
| episode47  | いびき対策               | 3月4日         |
| episode48  | そこまで興味ない         | 3月11日        |
| episode49  | 上司の誘い               | 3月18日        |
| episode50  | 花見の場所取り           | 3月25日        |
| episode51  | エイプリルフール         | 4月1日         |
| episode52  | 新入社員                 | 4月8日         |
| episode53  | コンビニ行ってきます     | 4月15日        |
| episode54  | エレベーターの罠         | 4月22日        |
| episode55  | ウォールオブカバ恵       | 4月29日        |
| episode56  | 自意識過剰のゴリラ       | 5月6日         |
| episode57  | 女新人                   | 5月13日        |
| episode58  | プレゼントの行方         | 5月20日        |
| episode59  | 飲み放題の罠             | 5月27日        |
| episode60  | 細かすぎる男             | 6月3日         |
| episode61  | 一緒にすんじゃねぇ       | 6月10日        |
| episode62  | 後輩の援護射撃           | 6月17日        |
| episode63  | なかなか直さない男       | 6月24日        |
| episode64  | ネタバレフェネック       | 7月1日         |
| episode65  | カバ恵のダイエット       | 7月8日         |
| episode66  | 業コン                   | 7月15日        |
| episode67  | 徘徊おじさん             | 7月22日        |
| episode68  | 夏の炎天下               | 7月29日        |
| episode69  | ファッションポリス       | 8月5日         |
| episode70  | 前略おふくろ様           | 8月12日        |
| episode71  | お前の会じゃねえ         | 8月19日        |
| episode72  | 招かざるおっさん         | 9月2日         |
| episode73  | 彼氏いたの？             | 9月9日         |
| episode74  | 烈子のおばあちゃん       | 9月16日        |
| episode75  | 食べさせてくれよ         | 9月23日        |
| episode76  | 忙しいアッピール         | 9月30日        |
| episode77  | あんた誰                 | 10月7日        |
| episode78  | 残業を減らせ             | 10月14日       |
| episode79  | プリペイドカードを探す女 | 10月21日       |
| episode80  | 待ち合わせ               | 10月28日       |
| episode81  | 烈子の誕生日             | 11月4日        |
| episode82  | たるみ切った後輩         | 11月11日       |
| episode83  | 丁寧すぎる女             | 11月18日       |
| episode84  | 聞いて！？               | 11月25日       |
| episode85  | 何様ですか               | 12月2日        |
| episode86  | 例のアレ                 | 12月9日        |
| episode87  | イルミネーション         | 12月16日       |
| episode88  | 聖夜 リサージェンス      | 12月23日       |
| episode89  | おっさんワード           | 2018年 1月13日 |
| episode90  | 上司からの友達申請       | 1月20日        |
| episode91  | 上司とSNS                | 1月27日        |
| episode92  | 雑誌の付録               | 2月3日         |
| episode93  | バレンタイン             | 2月10日        |
| episode94  | 優柔不断                 | 2月17日        |
| episode95  | 電話に出ろ               | 2月24日        |
| episode96  | 興味ない顔               | 3月3日         |
| episode97  | お前が言うな             | 3月10日        |
| episode98  | ホワイトデー             | 3月17日        |
| episode99  | お花見2018               | 3月24日        |
| episode100 | 最終回                   | 3月31日        |

## 網路動畫
2018年春天，以原創動畫的方式在Netflix播放 。全10話，1話為15分。工作人員都與電視動畫版相同。
2019年6月14日同在Netflix播放第2季。
2020年8月27日在Netflix播放第3季。
2021年12月16日在Netflix播放第4季。
2022年9月25日決定製作第5季，並於2023年2月16日上線播放。

### 第一季
| 話数 | 中文標題         |
| ---- | ---------------- |
| 1    | 烈子的一天       |
| 2    | 認真工作的好女孩 |
| 3    | 騎驢找馬小姐     |
| 4    | 步入禮堂         |
| 5    | 曝光             |
| 6    | 煽動反抗         |
| 7    | 對決             |
| 8    | 自掏腰包王子     |
| 9    | 玫瑰色的世界     |
| 10   | 美夢終了         |

### 聖誕節特輯
| 話數 | 中文標題                                |
| ---- | --------------------------------------- |
| 1    | 衝吧烈子：We Wish You a Metal Christmas |

### 第二季
| 話數 | 中文標題         |
| ---- | ---------------- |
| 1    | 该成长了         |
| 2    | 名为穴井的新人   |
| 3    | 双重暂停         |
| 4    | 无法避免的冲击   |
| 5    | 统一战线         |
| 6    | 未知的未来       |
| 7    | 爱意渐长         |
| 8    | 住在云端上的男人 |
| 9    | 她在做梦         |
| 10   | 美妙人生         |

### 第三季
| 話數 | 中文標題     |
| ---- | ------------ |
| 1    | 滋潤的人生   |
| 2    | 洞穴深處     |
| 3    | 溫室人生     |
| 4    | 改變         |
| 5    | 沙漠中的海膽 |
| 6    | 十字路口     |
| 7    | 堅不可摧的牆 |
| 8    | 戳破她的泡泡 |
| 9    | 暫停的結束   |
| 10   | 當你數到十   |

### 第四季
| 話數 | 中文標題   |
| ---- | ---------- |
| 1    | 只是個同事 |
| 2    | 新部長誕生 |
| 3    | 苦差事     |
| 4    | 食言       |
| 5    | 選擇       |
| 6    | 生存之戰   |
| 7    | 升遷       |
| 8    | 物色人才   |
| 9    | 偷偷登入   |
| 10   | 約會       |

### 第五季（最終季）
| 話數 | 中文標題       |
| ---- | -------------- |
| 1    | 名為自由的牢獄 |
| 2    | 可怕的阿屍     |
| 3    | 洞穴與現實     |
| 4    | 重新開始       |
| 5    | 神秘使者       |
| 6    | 家族事變       |
| 7    | 憤怒任務       |
| 8    | 接受挑戰       |
| 9    | 脫節世界       |
| 10   | 憤怒的另一側   |

## 其他
- 2016年，獲得三麗鷗角色大賞第50名[11]。衝吧烈子2016年開始初次參戰，與「莉露莉露妖精」一起獲得新人獎。另外2017年時則爬升到第37名。
- 三麗鷗彩虹樂園現在也讓人穿布偶裝打扮成《衝吧烈子》中的角色，並與遊客們互動[12]。

## 備注
1. ↑  . CNN.co.jp (CNN). 2017-09-24  [2017-12-30]. （原始内容存档于2020-11-11）.
2. 1 2  . アニメ！アニメ！. 2016-03-23  [2017-12-23]. （原始内容存档于2018-06-17）.
3. ↑  . bbc news. 2017-02-13  [2017-12-29]. （原始内容存档于2021-05-09）.
4. ↑  . IGN Japan. 2017-12-08  [2017-12-29]. （原始内容存档于2018-06-27）.
5. ↑  . 映画.com. 2017-12-07  [2017-12-23]. （原始内容存档于2020-11-29）.
6. ↑  . コミックナタリー. 2018-07-06  [2018-07-11]. （原始内容存档于2020-10-26）.
7. ↑  @aggretsuko.  (推文). 2020-12-24 –Twitter.
8. ↑  . アニメイトタイムズ. 2022-09-26  [2022-09-26]. （原始内容存档于2022-12-14）.
9. ↑  . PR TIMES. 2023-01-18  [2023-02-10]. （原始内容存档于2023-02-10）.
10. ↑  . アニメージュプラス. 2023-01-19  [2023-02-10]. （原始内容存档于2023-02-10）.
11. ↑   (PDF). 三麗鷗. 2016-07-02  [2018-01-09]. （原始内容存档 (PDF)于2021-02-26）.
12. ↑  . 三麗鷗彩虹樂園. 2016-08-27  [2018-01-09]. （原始内容存档于2016-08-26）.

## 外部連結
- 官方网站
- 衝吧烈子 （页面存档备份，存于） - 三麗鷗彩虹樂園
- 衝吧烈子【本人】的X（前Twitter）
- 衝吧烈子【動畫官網】的X（前Twitter）